# Major János (grafikus)
Major János (Budapest, 1934. május 8. – 2008. június 12.) magyar Munkácsy Mihály-díjas (1996) grafikusművész, érdemes művész.

## Életpályája
Major Jaschik Álmos rajziskolájába járt 1947 és 1950 között, 1950-1952-ben a Képzőművészeti Gimnáziumban Kántor Andor tanította. A Magyar Képzőművészeti Főiskolán Bán Béla volt a mestere, először 1952-1954 között járt ide, majd a főiskoláról való eltávolítása után kényszerűségből az Orion gyárban rajzolt munkás-életképeket. 1956-ban Koffán Károly visszavette a főiskolára, ahol képgrafika szakon diplomázott 1959-ben.
Ezután a rézkarc technikai megújítására törekedett, újszerű rézkarcaival a Kondor Bélával induló fiatal grafikusok egyik kiemelkedő képviselője volt. Kifejlesztette a festőművészetből ismert „visszakaparás” rézkarcos megfelelőjét, a grafikák akár minden elemét külön-külön, más-más eljárással dolgozta ki. Alkotásaira az önirónia és a groteszk szemléletmód jellemzőek. Nem tartozott a mainstream alkotók közé, egyénileg alig volt lehetősége kiállítani, bár csoportos kiállításokon gyakran szerepelt. Az 1970-es évek elejétől sírkőfotókat készített. Az 1970-es évek közepén megsemmisítette munkáinak jelentős részét. 1976-tól dolgozott a Budapesti Történeti Múzeumban régészeti rajzolóként. A budavári gótikus szoborgaléria feltárójának, Zolnay Lászlónak irányításával kezdett hozzá a leletanyag rekonstrukciós képekkel való szemléletessé tételéhez, ez is maradt érdeklődésének gyújtópontjában. 2008 júniusában, gyors lefolyású betegség után hunyt el.
Az 1960-as évek közepén készült lapjait tekintik a legeredetibb, leghaladóbb szellemű alkotásainak, melyek a kádári Magyarországon kevéssé ismert Allen Ginsberg költő-író és Philip Roth író gondolatvilágához kapcsolhatók. Ezeken groteszk, (ön)ironikus, abszurd szexuális képzettársítások keverednek zsidó és politikai vonatkozású motívumokkal.

## Kiállításai

### Egyéni
- 1989 – Óbudai Pincegaléria, Budapest
- 1996 – Budapesti Történeti Múzeum, Budapest
- 1997 – Körmendi Galéria, Budapest (kat.)
- 1997 – Goethe Intézet, Budapest
- 2000 – Dorottya utcai Galéria, Budapest

### Csoportos
- 1961 – I. Országos Grafikai Biennálé, Miskolc / Stúdió '61, Budapest
- 1964 – MTA Központi Fizikai Kutatóintézet, Budapest / Fényes Adolf Terem, Budapest (Bencsik Istvánnal, Keserü Ilonával)
- 1966 – Stúdió '66, Budapest / Europahaus, Bécs / Sírkőfotók, (Major János, Donáth Péter, Karátson Gábor), Központi Fizikai Kutató Intézet, Budapest
- 1965 – Budapesti Műszaki Egyetem R-épület, Budapest
- 1968 – Budapesti Műszaki Egyetem, Budapest / Központi Fizikai Kutató Intézet Klub, Budapest / Grafikai kiállítás, Vignola / Major János, Keserü Ilona, Bencsik István, Fényes Adolf Terem, Budapest / Iparterv II., IPARTERV, Budapest
- 1969 – Magyar kiállítás, Essen
- 1970 – R-kiállítás, R-épület, Budapesti Műszaki Egyetem, Budapest / Künstler aus Ungarn, Baukunst, Köln
- 1971 – Sírkőfotók, Központi Fizikai Kutató Intézet, Budapest
- 1973 – Balatonboglári Kápolnatárlat, Balatonboglár
- 1999 – Perspektíva, Műcsarnok, Budapest.

## Társasági tagság
- Iparterv

## Ajánlott irodalom
- Beke László: Bevezetés Major János sírkőfelvételeihez, Fotóművészet, 1972
- Karátsony G.: Major János grafikai munkássága, Művészet, 1974/7.
- Krunák Emese: Az avantgárd grafika előfutára. Major János művészetéről, Művészet, 1987/5.
- Körner Éva: Groteszk áldozat. Major János erotikus művészete, Új Művészet, 1997/5-6.
- Antal István: Major league - Prózavers Major Jánosról, Új Művészet, 1997/ 5-6.
- Sinkovits Péter: Önarckép torzító tükörben. Beszélgetés Major Jánossal, Új Művészet, 1997/5-6.
- Major János: (kat. bev., Körmendi Galéria, 1997)
- Szőnyei Tamás: Világos, sötét. Major János grafikusművész, MANCS, 2000/3.